# 2024年澎湖籍漁船於對岸管轄海域捕撈遭海警查扣事件
2024年澎湖籍漁船於對岸管轄海域捕撈遭海警查扣事件，又稱大進滿88號事件，為2024年7月2日中華民國澎湖籍漁船「大進滿88號」在休漁期期間於中國大陸管轄的福建省泉州市晉江領海海域內作業時被扣押的事件。

## 背景
在2024年金門近海快艇翻覆事故發生後，中國海警就經常藉故執行常態化執法巡查行動，並航行至金門地區限制禁止水域，作為應對，中華民國海巡署每日都對中國海警進行監控。6月15日《海警機構行政執法程序規定》（中國海警局令第3號）實施後，雙方更是已經達到完全敵對模式。
中央社指出，在中国福建省实施《2024年海洋伏季休渔制度工作方案》制定的海洋伏季休渔制度时间段内，将对各类伏休违规渔船及时进行处置。

## 經過
7月2日晚間，「大進滿88號」在中國水域內進行非法作業時遭中國海警登檢扣押。船主報案後，海巡署於9點14分到達案發現場，台方於領海基線廣播喊話要求釋放「大進滿88號」，而中國海警船也陸續前往現場集結，由於海巡署的船艇已深入對方領海基線內，為避免衝突升級，海巡署停止緊追。船上6人與漁船被扣押於福建省晉江市圍頭港。8月13日，大進滿88號船4名船員返回台灣。
11月15日，洪姓船长接受处理后返回台湾。国台办指出，「大進滿88號」渔船在禁渔期内使用违反最小网目尺寸的底拖网进行捕捞作业。